# Det betyder ingenting
Det betyder ingenting är en svensk pop-låt och en singel som först framfördes av den svenske artisten Olle Ljungström. Låten fanns även med på Ljungströms fjärde soloalbum Det stora kalaset (1998). På singeln medföljde också b-sidan "Du är min."

## Låtlista
Låtarna är komponerade av Olle Ljungström och Heinz Liljedahl.
1. "Det betyder ingenting" (3:02)
2. "Du är min" (3:55)